# Eva Nguyen Binh
Eva Nguyen Binh, née le 4 septembre 1970 à Poitiers, est une diplomate française.

## Biographie
En 1994, elle est diplômée de l’Institut d’études politiques de Strasbourg et de la School of Foreign Service de Georgetown (Washington, Etats-Unis). Elle débute ensuite sa carrière à la direction « Amérique » du ministère des Affaires étrangères.  Elle travaille ensuite dans différentes ambassades de France, au Portugal et en Asie (notamment en Inde). De 2013 et 2017, elle assure la direction de l’Institut français au Vietnam.
Elle est nommée ambassadrice de France au Cambodge en 2017. En 2021, elle devient présidente de l'Institut français, poste aquel elle est reconduite en 2024